# Équipe d'Algérie féminine de basket-ball
Cet article traite de l'équipe féminine. Pour l'équipe masculine, voir Équipe d'Algérie masculine de basket-ball.
Maillots
L'équipe d'Algérie féminine de basket-ball est l'équipe nationale qui représente l'Algérie dans les compétitions internationales féminine de basket-ball. Elle est placée sous l'égide de la Fédération algérienne de basket-ball (FABB). L'équipe est affiliée à la FIBA depuis 1963. Elle est surnomée "Les Fennecs".
La sélection est quatrième du Championnat d'Afrique féminin de basket-ball en 1968 et sixième des Jeux africains en 2007. Elle remporte les Jeux panarabes de 1985 et est médaillée de bronze des Jeux panarabes de 2004. Elle n'a jamais participé à une phase finale de Coupe du monde féminine ou de Jeux olympiques.

## Histoire

### Palmarès
| Compétitions mondiales                             | Compétitions continentales | Autres compétitions |
| -------------------------------------------------- | -------------------------- | --- |
| - Jeux olympiques - Néant - Coupe du monde - Néant | - AfroBasket - Néant       | - Championnat arabe (1) - Vainqueur en 1987, 2000 - Troisième en 1994, 2023 - Jeux panarabes (1) - Vainqueur en 1985 - Troisième en 2004 |